# پل گرد
پلگرد ، روستایی است از توابع بخش لطف‌آباد و در شهرستان درگز استان خراسان رضوی ایران.

## جمعیت
این روستا در دهستان زنگلانلو قرار داشته و بر اساس سرشماری سال ۱۳۹۰ جمعیت آن (۱۸۳خانوار) ۶۸۳نفر
بوده‌است.

## جغرافیا و طبیعت
روستا در دامنه شمالی کوه‌های هزار مسجد قرار گرفته‌است و به همین دلیل دارای آب و هوای معتدل و ریزش باران مناسب در فصول زمستان و بهار است. در شرق روستا جنگل پسته وحشی پلگرد قرار دارد.

## حیوانات
هرچند در این عصر، روزهای سیاهی بر بعضی از گونه‌های جانوری می‌گذرد ولی می‌توان با آگاهی دادن سرعت انقراض شان را کاهید.
برخی از جانوران منطقه را می‌توان یوز ایرانی، پلنگ،  گرگ، گربه وحشی، شغال، قوچ و کل، خوک، خار پشت، خفاش، راسو، خوک، موش مغان، کپک، قرقاول، جغد وحشی، مرغ مینا و … نام برد.

## مناظر دیدنی
- دره با پیچ و خم‌ها متوالی و انبوهی از گیاهان دارویی
- رشته کوه هزار مسجد با درختان بیش از هشتصد ساله اُرس
- کوچ عشایر به مناطق ییلاقی
- درختان سیب و گردو
- جشن‌های بومی
- جنگل پسته پلگرد[۱]

## نگارخانه

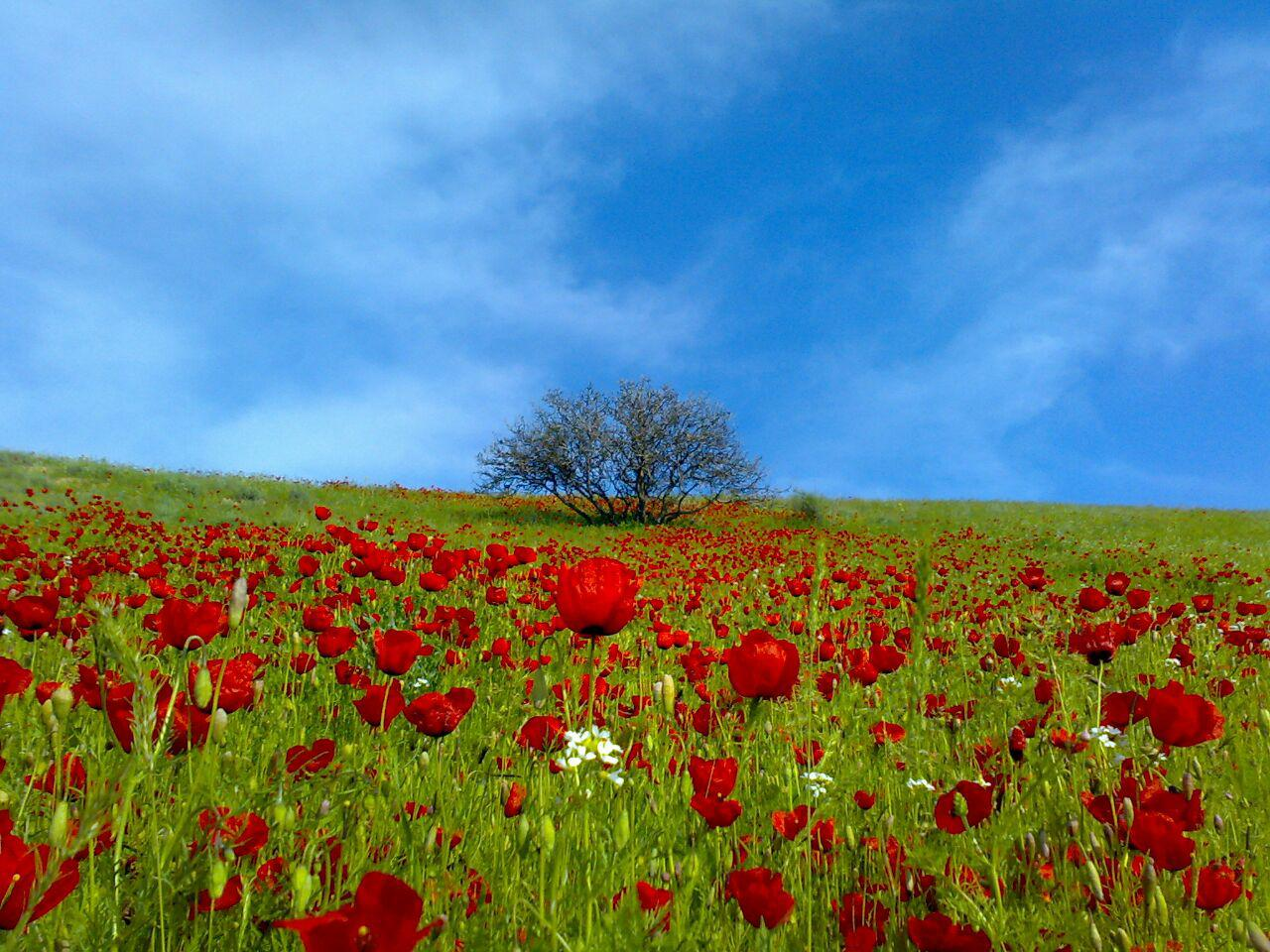
جنگل پسته در دشت شقایق
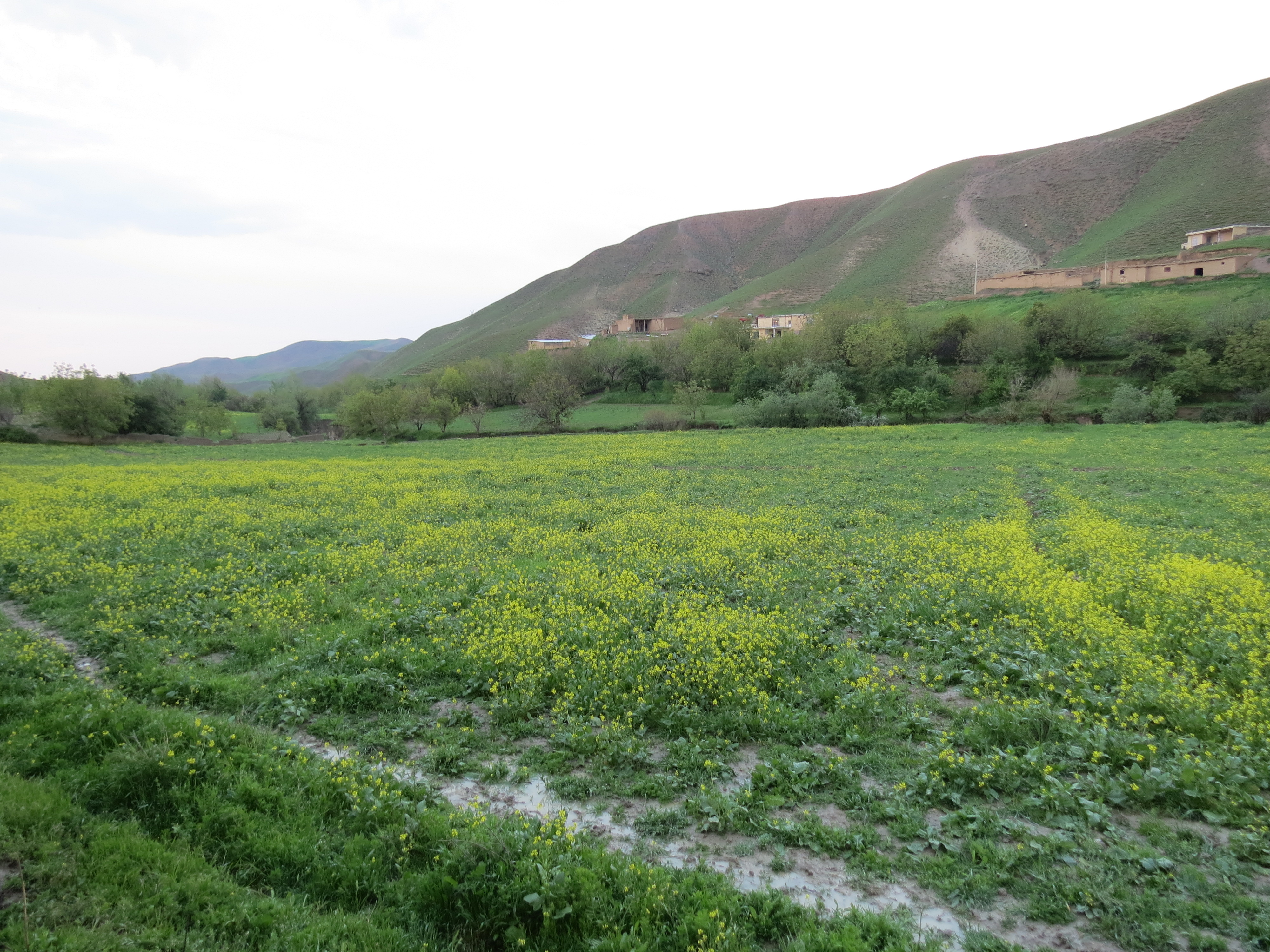
گل‌های دارویی
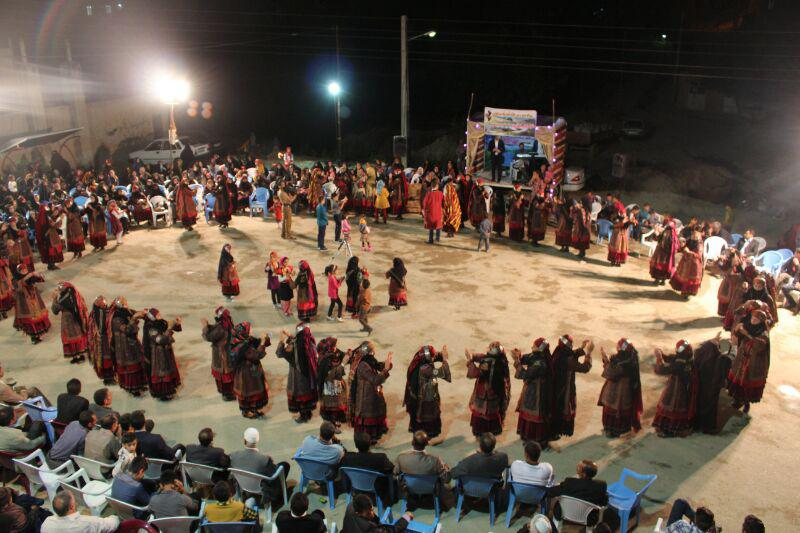
رقص محلی روستای پلگرد/هزارمسجد/درگز
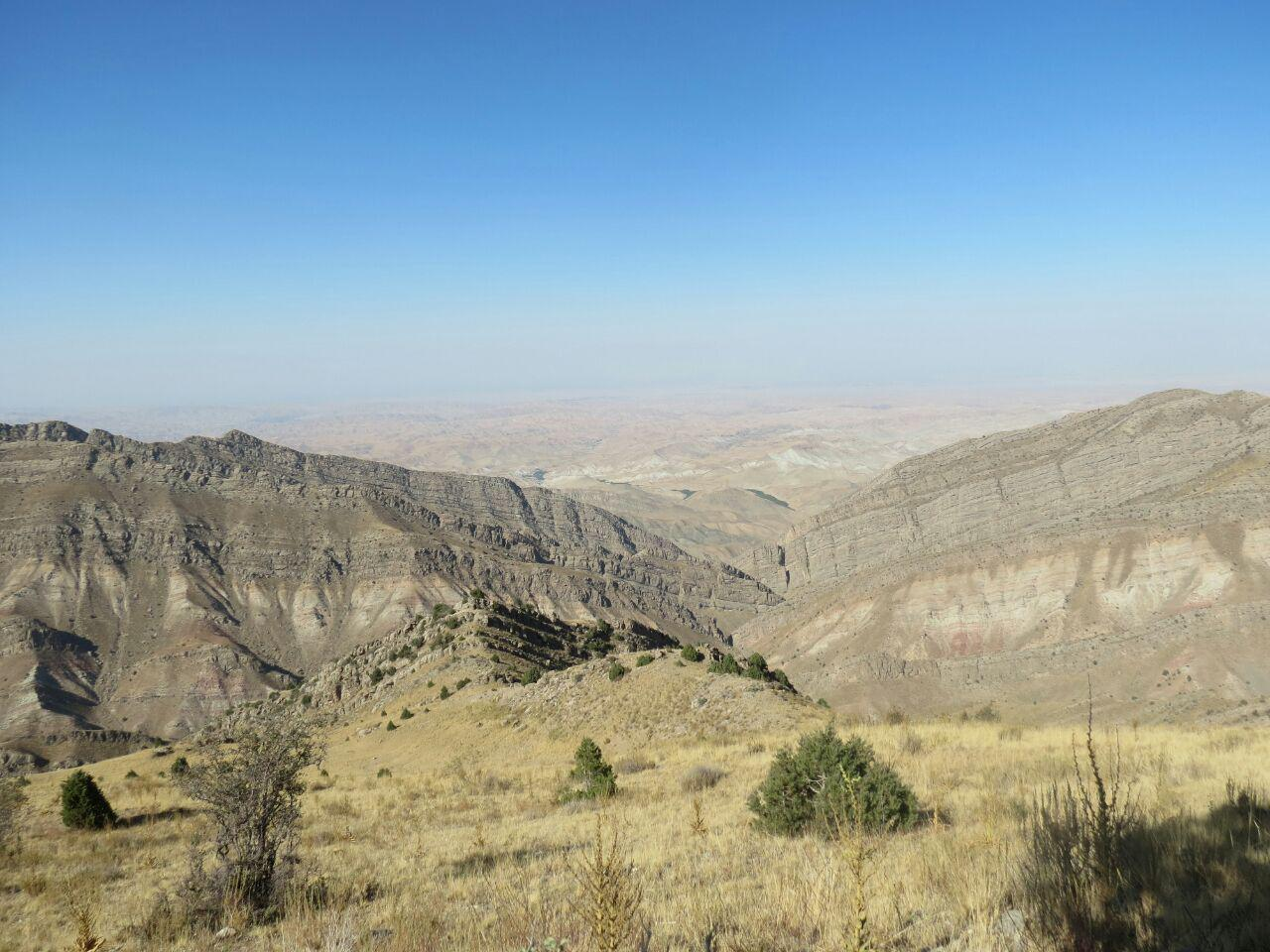
بر فراز کوه‌های هزار مسجد